# Juraj Čobej
Juraj Čobej (Stropkov, 7 agosto 1971) è un ex calciatore slovacco, di ruolo portiere.

## Carriera

### Club
Arrivato tardi al professionismo, a 26 anni approda al Bardejov e una stagione dopo è titolare: la sua scalata fino ai massimi livelli del calcio slovacco è rapidissima, tanto che nel 1999 è già tra le file dell'Artmedia Bratislava. Nel 1999 gioca anche con la maglia dello Slovan, ritornando al Petržalka sei mesi dopo. Termina la carriera in questa società otto anni dopo, portandosi in bacheca cinque titoli nazionali.

### Nazionale
Il 20 maggio 2005, a 33 anni, esordisce in Nazionale, giocando il suo primo e unico incontro con la Slovacchia da capitano in un'amichevole che li vede affrontare il Belgio (1-1).

## Palmarès

### Club

#### Competizioni nazionali
- Campionato slovacco: 2

Artmedia Petržalka: 2004-2005, 2007-2008
- Coppa di Slovacchia: 2

Artmedia Petržalka: 2003-2004, 2007-2008
- Supercoppa di Slovacchia: 1

Artmedia Petržalka: 2005